# 건채

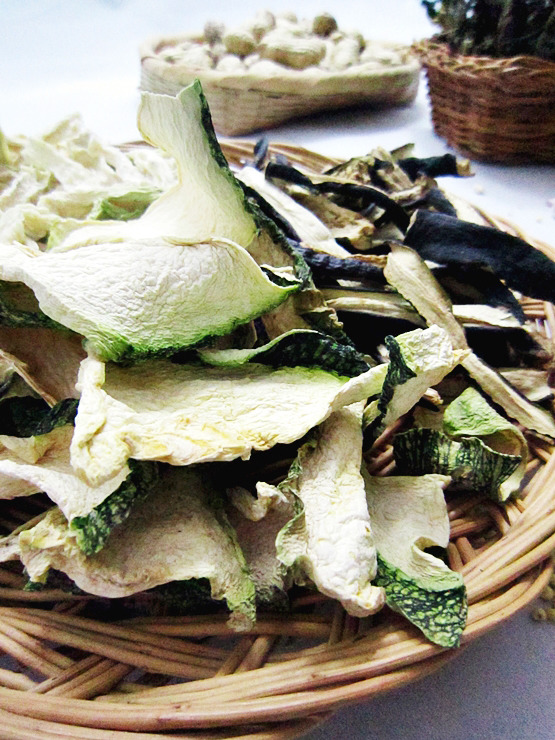
호박고지, 가지말랭이

건채(乾菜)는 말린 채소나 나물이다. 말린 채소는 건채소(乾菜蔬)라고도 부르며, 문화어로는 남새말리라 한다. 애호박이나 박 등을 납작납작하거나 잘고 길게 썰어 말린 것은 고지나 오가리라 부르며, 무나 가지 등을 가늘게 썰어 말린 것은 말랭이라 한다. 무청이나 배춧잎 등을 말린 것은 시래기라 부른다.

## 분류

### 오가리·고지·말랭이
- 가지말랭이
- 무말랭이
- 박고지
- 호박고지/호박오가리
  - 돈고지

### 시래기
- 무시래기
- 배추시래기

### 그 밖
- 건고추
- 건라임
- 건삼
  - 백삼
  - 홍삼

## 사진 갤러리

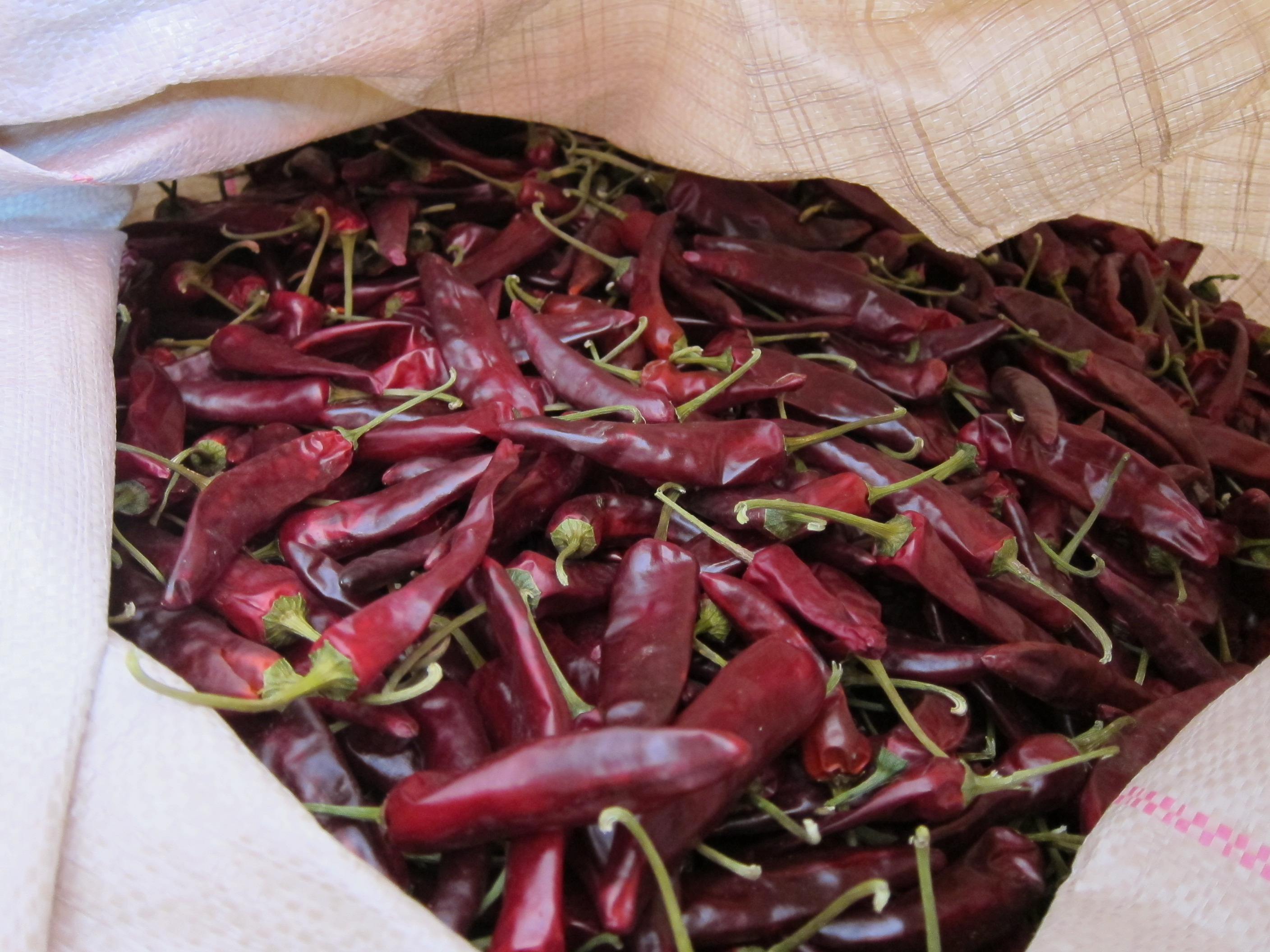
건고추
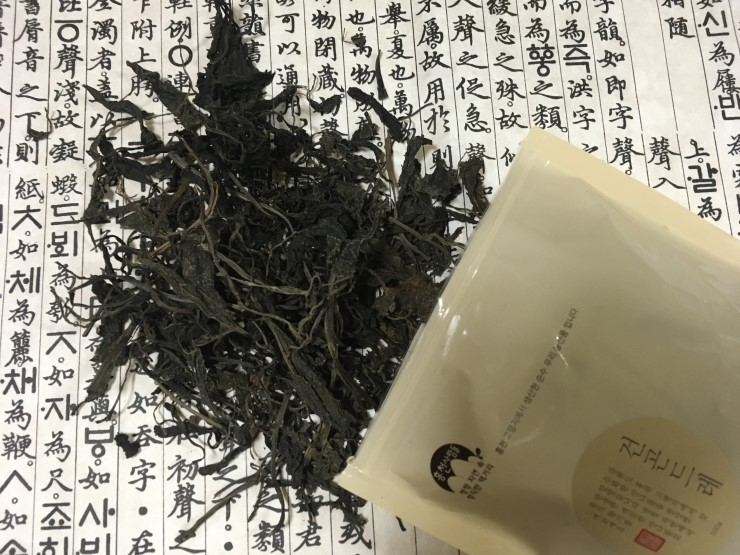
건곤드레
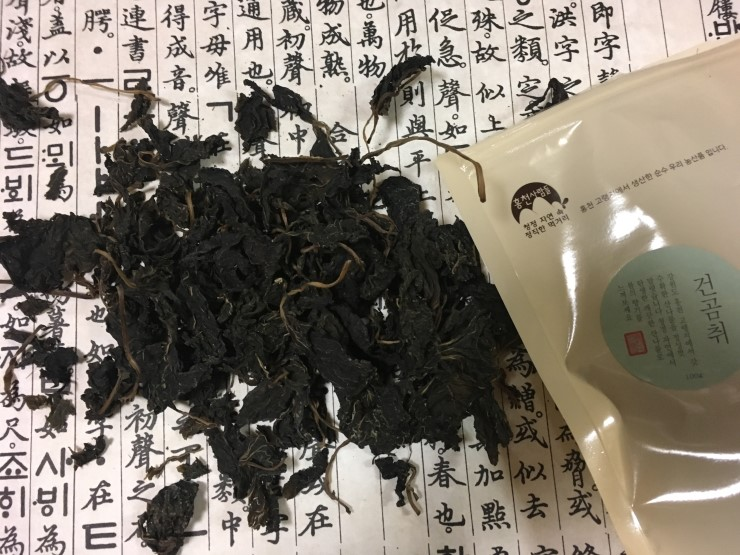
건곰취
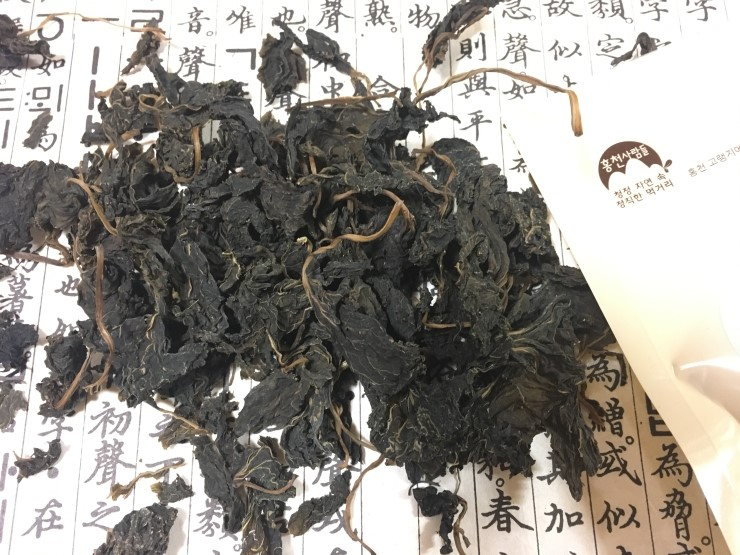
건참취
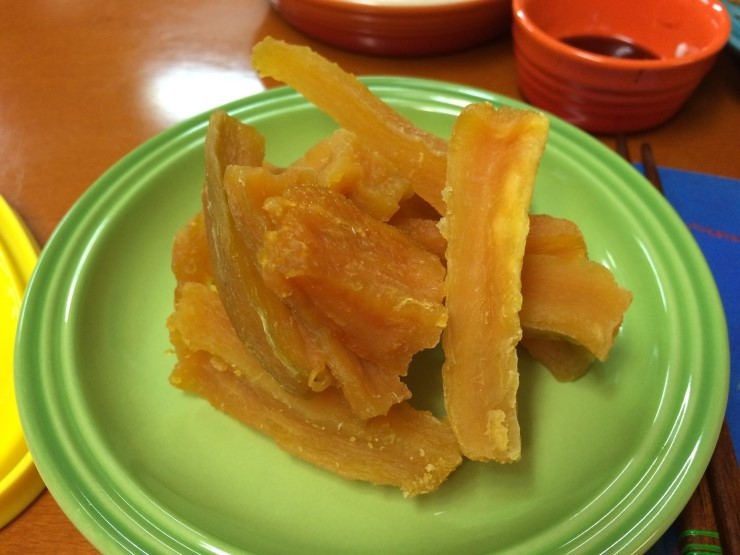
군고구마말랭이
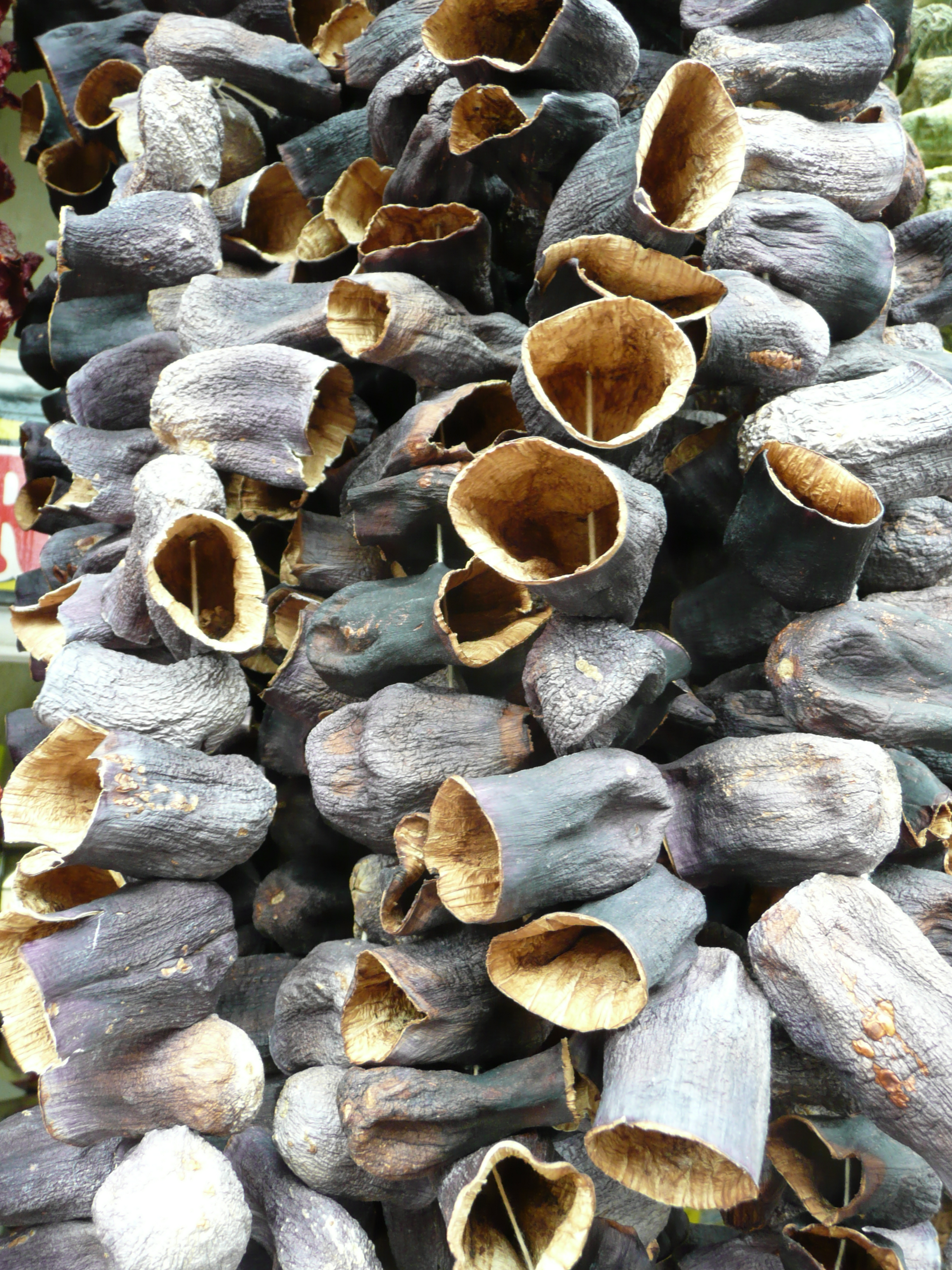
마른식물
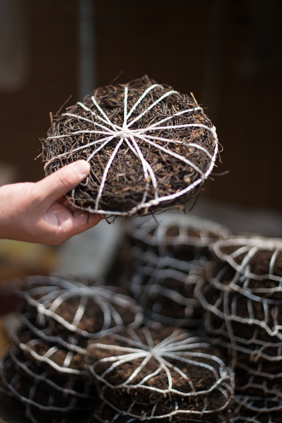
마른고사리
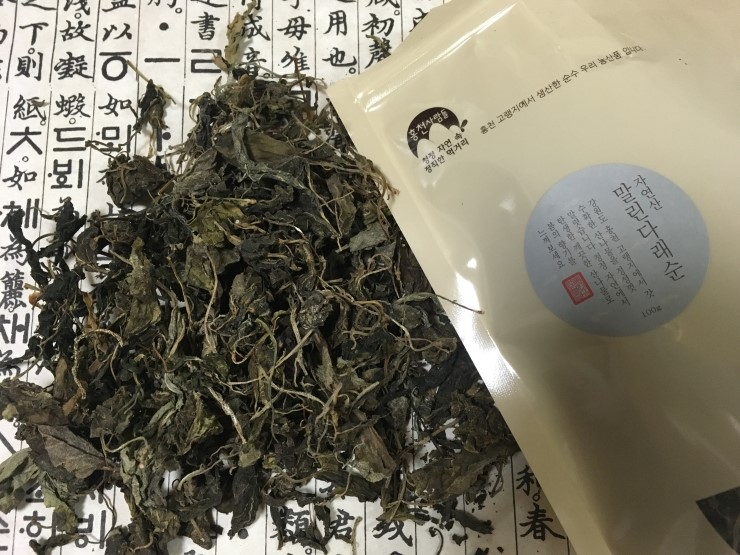
마른다래순
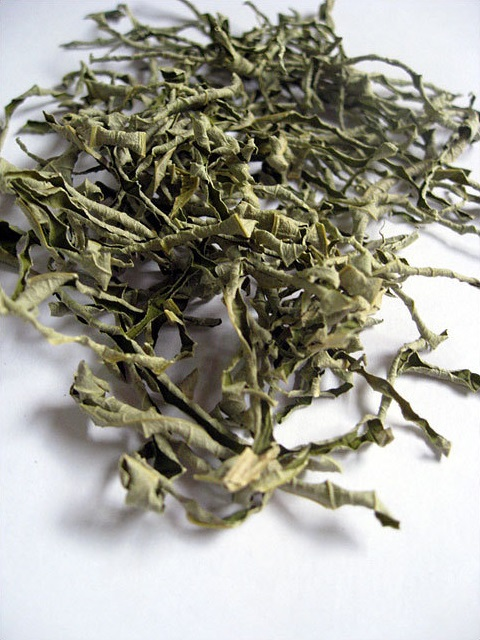
마른연잎
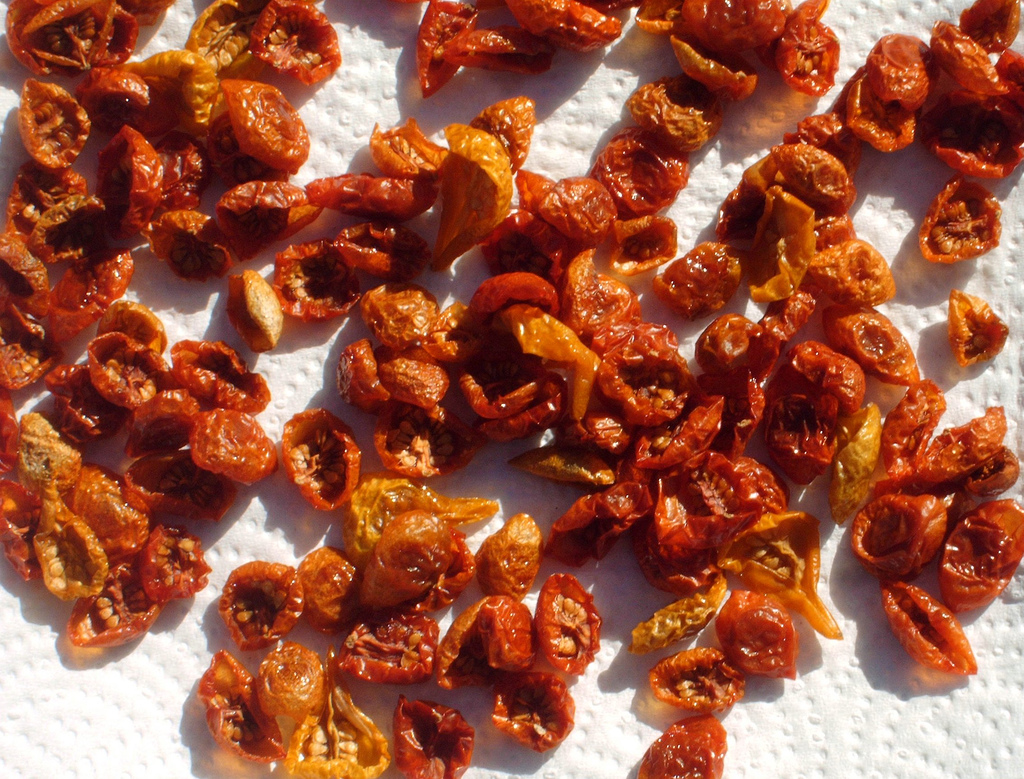
마른토마토
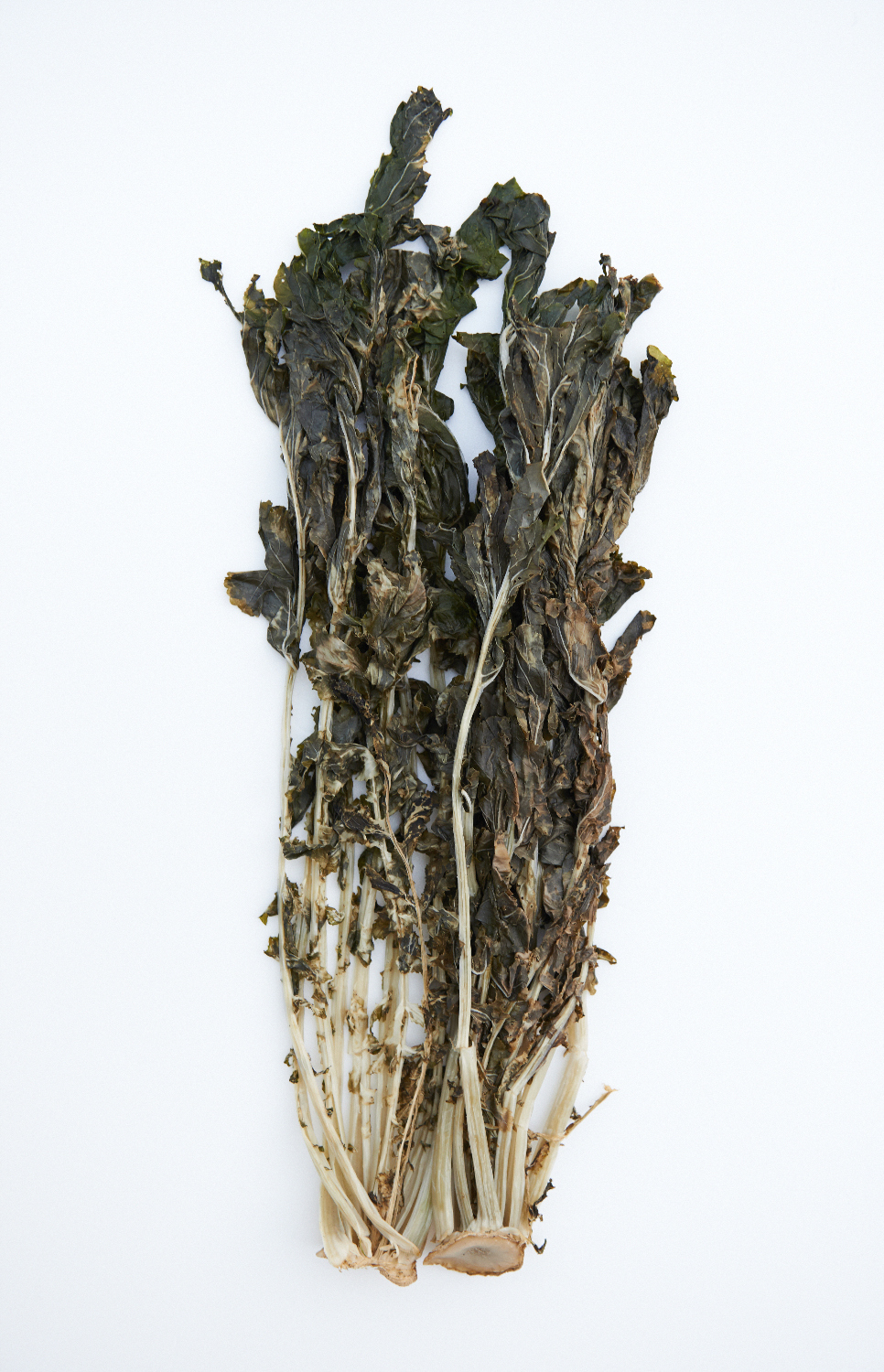
무시래기
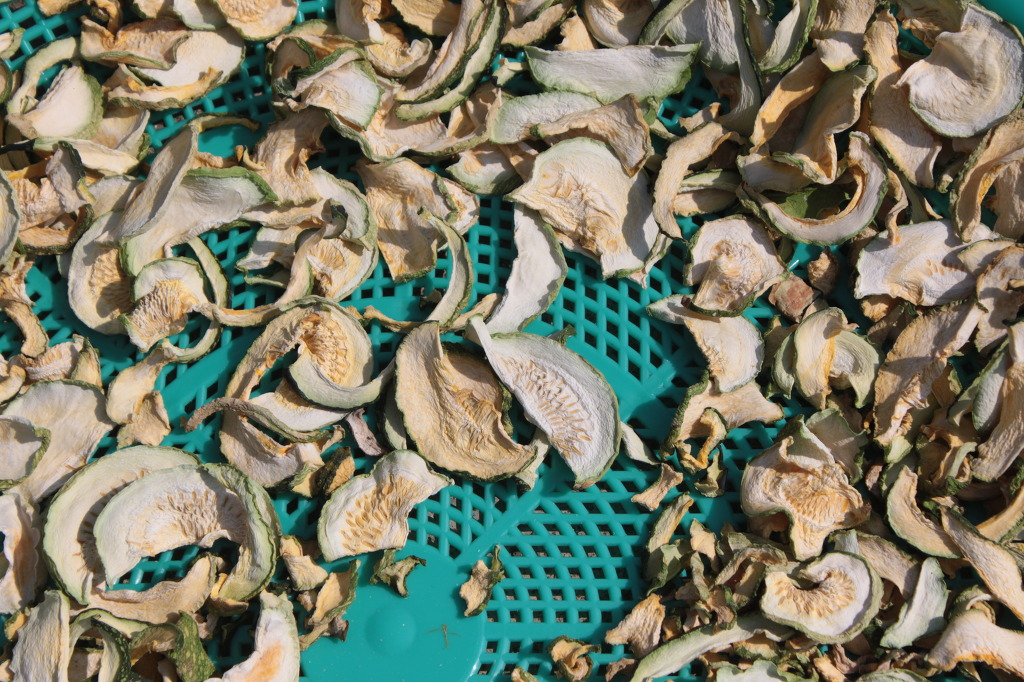
호박고지
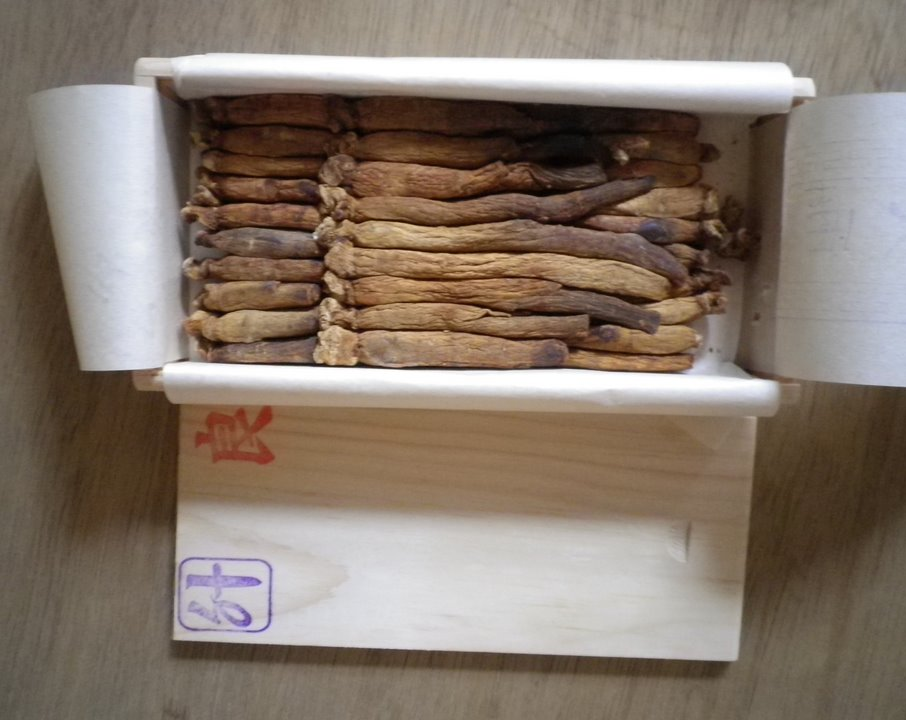
홍삼

## 같이 보기
- 건과
- 건어물
- 마른고기